# 杭深高速动车组列车
杭深高速动车组列车是中国铁路运行于浙江省省会杭州市杭州东站及广东省深圳市深圳北站的高速动车组列车，自2022年1月10日起开行，由上海局集团杭州客运段担任客运乘务，列车全程运行1430公里，途经浙江省、福建省、广东省三省。其中杭州东站至深圳北站运行9小时47分，使用车次为G3021次；深圳北站至杭州东站运行9小时14分，使用车次为G3022次。

## 背景
杭州与深圳间虽有十几对经由杭深铁路全程运行的动车组列车，但由于该线路速度标准较低，往返两地所用的时间较长。而理论上杭州与深圳间亦可经由沪昆高铁、京广高铁、广深港高铁运行，但受多方面因素影响截至2021年12月仅有G99/100次一对车按此经由运行。

## 历史
2022年1月10日，配合赣深客运专线（京港高速铁路赣深段）开通，本次调图增开往返杭州东站和深圳北站的G697/698次列车。
2025年1月5日，全国铁路进入首季新运行图，因沪苏湖高速铁路开通，G697/698次改为沪苏湖、商杭客运专线和杭昌高速铁路运行。同时始发终到站由深圳北站～杭州东站，调整为深圳北站～苏州南站，取消南昌西站换向作业。
2025年7月1日，全国铁路实施第三季新列车运行图，原杭州东站～深圳北站的D3111/3112次列车，升级为G3021/3022次，浙江段改为运行杭台高铁，福建段改运行为甬广高铁，其余区段继续在杭深线行驶。并取消停靠宁波、宁海、福清、仙遊等部分站，列车在福州站20分钟进行换向作业。

## 使用列车
杭深高速动车组列车使用配属于上海局集团杭州艮山门动车运用所的CRH380BL。